# 若草

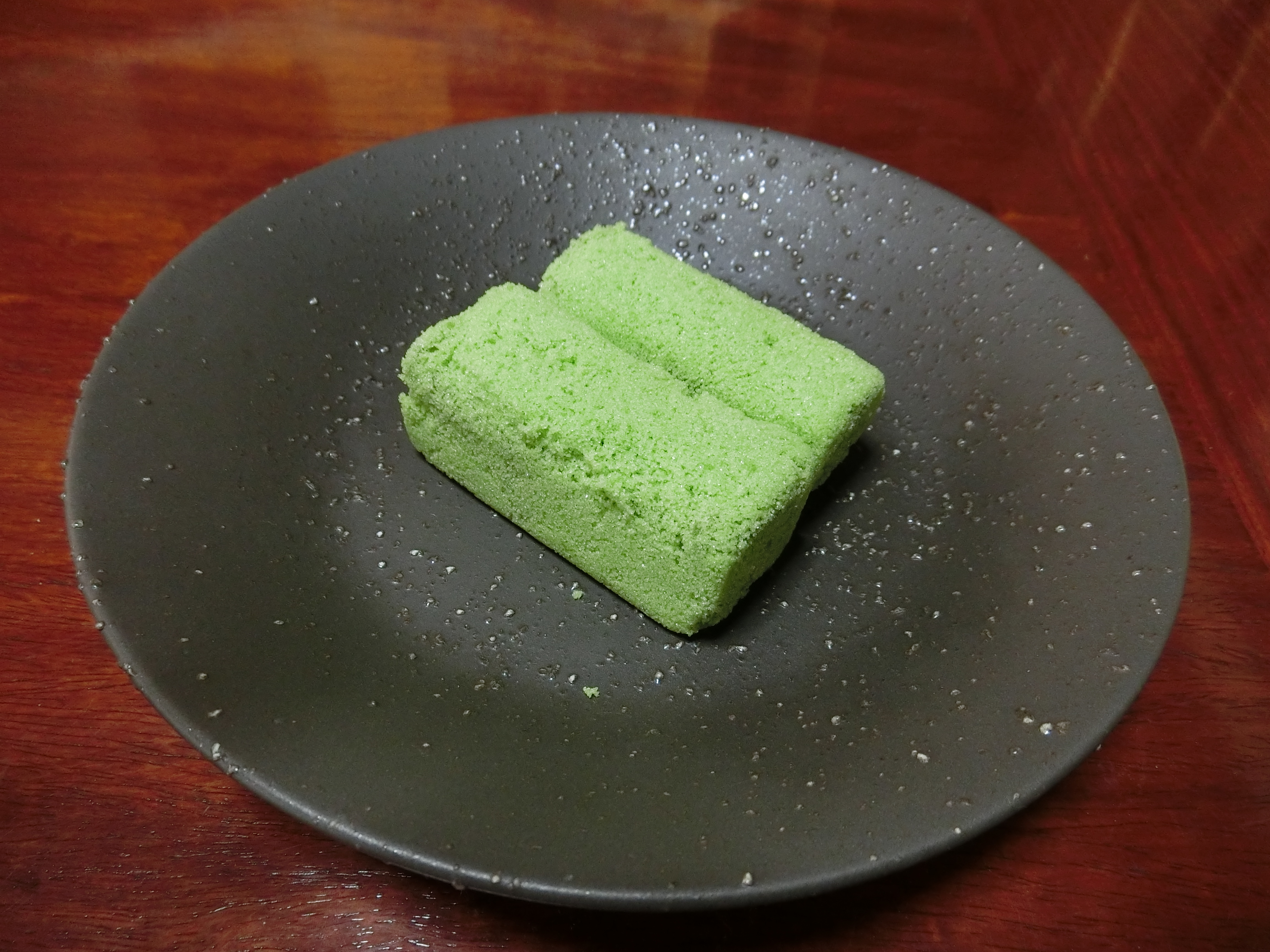
若草

若草（わかくさ）は、島根県松江市の彩雲堂他で作られている和菓子で、茶人としても名高い松江藩7代藩主松平治郷（不昧）によって考案された、いわゆる「不昧公御好み」の茶菓子の一つ。主に春の茶菓子として用いられた。治郷の没後は製法が不明となっていたが、明治時代中期に彩雲堂の初代によって復元された。
餅に砂糖を加えて練り上げた求肥を長方形にし、緑色の寒梅粉（餅を粉砕した粉）を一面に塗した物である。治郷の歌「曇るぞよ 雨ふらぬうち 摘んでおけ 栂尾の山の 春の若草」から採り、若草と命名された。
山川、菜種の里と合わせて不昧公三大銘菓と呼ぶこともある。